# La Liga 2008./09.
Sezona La Liga 2008./09. (poznata kao Liga BBVA iz sponzorskih razloga) bila je 78. sezona od osnutka. Naslov prvaka osvojila je Barcelona, ispred Reala i Seville. Od ukupno 20 momčadi u ligi, 17 njih je osiguralo ostanak u ligi prošle sezone, dok su nove tri momčadi bile: Sporting de Gijón, Málaga CF, i CD Numancia, koje su osigurale promociju iz Segunda División. Osim toga, igralo se novom loptom - Nike T90 Omni - koja je služila kao službena lopta za sve utakmice španjolske lige.

## Promocija i ispadanje
Momčadi koje su dobili promociju u La Liga 2008-09
- Sporting de Gijón
- Málaga CF
- CD Numancia

Momčadi koje su ispali u Segunda División 2008./09.
- Real Zaragoza
- Real Murcia
- Levante UD

## Informacije o momčadima
| Momčad                              | Predsjednik            | Trener                 | Stadion                       | Kapacitet | Proizvođač opreme         | Sponzor             |
| ----------------------------------- | ---------------------- | ---------------------- | ----------------------------- | --------- | ------------------------- | ------------------- |
| UD Almería                          | Alfonso García         | Hugo Sanchez           | Estadio del Mediterráneo      | 22.000    | UDA                       | ObrasCampo          |
| Athletic Bilbao                     | Fernando García        | Joaquín Caparrós       | San Mamés                     | 39.750    | Athletic Club             | Petronor            |
| Atlético Madrid                     | Enrique Cerezo         | Abel Resino            | Vicente Calderón              | 54.851    | Nike                      | Kia                 |
| FC Barcelona                        | Joan Laporta           | Pep Guardiola          | Camp Nou                      | 98.772    | Nike                      | Unicef              |
| Betis                               | Pepe León              | Paco Chaparro          | José María Nogués             | 52.132    | Kappa                     | Andalucía           |
| Deportivo de La Coruña              | Augusto César Lendoiro | Miguel Ángel Lotina    | Riazor                        | 34.600    | Canterbury of New Zealand |                     |
| RCD Espanyol                        | Daniel Sánchez Llibre  | Mauricio Pochettino    | Estadi Olímpic Lluís Companys | 55.926    | uhlsport                  | Interapuestas.com   |
| Getafe CF                           | Ángel Torres Sánchez   | Víctor Muñoz           | Míchel                        | 16.300    | Joma                      | Galco               |
| Málaga CF                           | Fernando Sanz          | Antonio Tapia          | La Rosaleda                   | 35.530    | Umbro                     |                     |
| RCD Mallorca                        | Vicenç Grande Garau    | Gregorio Manzano       | ONO Estadi                    | 23.142    | Reial                     | Illes Balears       |
| CD Numancia                         | Francisco Rubio Garcés | Juan José Rojo Martín  | Los Pajaritos                 | 9.700     | Errea                     | Caja Duero          |
| CA Osasuna                          | Patxi Izco             | José Antonio Camacho   | Estadio Reyno de Navarra      | 19.553    | Diadora                   | Yingli Solar        |
| Racing de Santander                 | Francisco Pernía       | Juan Ramón López Muñiz | El Sardinero                  | 22.400    | Joma                      |                     |
| Real Madrid                         | Ramón Calderón         | Juande Ramos           | Santiago Bernabéu             | 80.354    | Adidas                    | bwin.com            |
| Recreativo de Huelva                | Francisco Mendoza      | Lucas Alcaraz          | Nuevo Colombino               | 21.600    | Cejudo                    | Cajasol             |
| Sevilla FC                          | José María del Nido    | Manolo Jiménez         | Ramón Sánchez Pizjuán         | 45.500    | Joma                      | 888.com             |
| Sporting de Gijón                   | Manuel Vega-Arango     | Manolo Preciado        | El Molinón                    | 25.885    | Astore                    | Gijón Asturias      |
| Valencia CF                         | Vicente Soriano        | Unai Emery             | Mestalla                      | 55.000    | Nike                      | Valencia Experience |
| Valladolid                          | Carlos Suárez Sureda   | José Luis Mendilibar   | Estadio José Zorrilla         | 26.512    | Puma                      | Caja Duero          |
| Villarreal CF                       | Fernando Roig Alfonso  | Manuel Pellegrini      | El Madrigal                   | 23.000    | Puma                      | Aeroport Castello   |
| Zadnje ažuriranje: 16. srpnja 2009. |                        |                        |                               |           |                           |                     |

## Tablica
| Mj. | Klub             | Bod | Ut | Pb | N  | Por | GD | GP  | GR | Bilješke                              |
| --- | ---------------- | --- | -- | -- | -- | --- | -- | --- | -- | ------------------------------------- |
| 1.  | Barcelona        | 38  | 27 | 6  | 5  | 105 | 35 | +70 | 87 | Liga prvaka - natjecanje po skupinama |
| 2.  | Real Madrid      | 38  | 25 | 3  | 10 | 83  | 52 | +31 | 78 | Liga prvaka - natjecanje po skupinama |
| 3.  | Sevilla          | 38  | 21 | 7  | 10 | 54  | 39 | +15 | 70 | Liga prvaka - natjecanje po skupinama |
| 4.  | Atlético Madrid  | 38  | 20 | 7  | 11 | 80  | 57 | +23 | 67 | Liga prvaka - razigravanje            |
| 5.  | Villarreal       | 38  | 18 | 11 | 9  | 61  | 54 | +7  | 65 | Europska liga - razigravanje          |
| 6.  | Valencia         | 38  | 18 | 8  | 12 | 68  | 54 | +14 | 62 | Europska liga - razigravanje          |
| 7.  | Deportivo        | 38  | 16 | 10 | 12 | 48  | 47 | +1  | 58 |                                       |
| 8.  | Málaga CF        | 38  | 15 | 10 | 13 | 55  | 59 | -4  | 55 |                                       |
| 9.  | Mallorca         | 38  | 14 | 9  | 15 | 53  | 60 | –7  | 51 |                                       |
| 10. | Espanyol         | 38  | 12 | 11 | 15 | 46  | 49 | –3  | 47 |                                       |
| 11. | Almería          | 38  | 13 | 7  | 18 | 45  | 61 | –16 | 46 |                                       |
| 12. | Racing Santander | 38  | 12 | 10 | 16 | 49  | 48 | +1  | 46 |                                       |
| 13. | Athletic Bilbao  | 38  | 12 | 8  | 18 | 47  | 62 | –15 | 44 | Europska liga - 3. pretkolo           |
| 14. | Sporting Gijón   | 38  | 14 | 1  | 23 | 47  | 79 | –32 | 43 |                                       |
| 15. | Osasuna          | 38  | 10 | 13 | 15 | 41  | 47 | –6  | 43 |                                       |
| 16. | Valladolid       | 38  | 12 | 7  | 19 | 46  | 58 | –12 | 43 |                                       |
| 17. | Getafe           | 38  | 10 | 12 | 16 | 50  | 56 | –6  | 42 |                                       |
| 18. | Betis            | 38  | 10 | 12 | 16 | 51  | 58 | –7  | 42 | Ispali u Segundu Division             |
| 19. | Numancia         | 38  | 10 | 5  | 23 | 38  | 69 | –31 | 35 | Ispali u Segundu Division             |
| 20. | Recreativo       | 38  | 8  | 9  | 21 | 34  | 57 | –23 | 33 | Ispali u Segundu Division             |

Ut = odigrano utakmica; Pb = pobjedâ; N = neriješenih; Pz = porazâ; GP = postignuto pogodaka; GP = primljeno pogodaka; GR = razlika pogodaka; Bod = bodova

## Trofej Pichichi
| Pozicija            | Igrač               | Klub                | Golovi |
| ------------------- | ------------------- | ------------------- | ------ |
| 1.                  | Diego Forlán        | Atlético Madrid     | 32     |
| 2.                  | Samuel Eto'o        | Barcelona           | 30     |
| 3.                  | David Villa         | Valencia            | 28     |
| 4.                  | Lionel Messi        | Barcelona           | 23     |
| 5.                  | Gonzalo Higuaín     | Real Madrid         | 22     |
| 6.                  | Álvaro Negredo      | Almería             | 19     |
| 6.                  | Thierry Henry       | Barcelona           | 19     |
| 8.                  | Frédéric Kanouté    | Sevilla             | 18     |
| 8.                  | Raúl González       | Real Madrid         | 18     |
| 10.                 | Sergio Agüero       | Atlético Madrid     | 17     |
| 11.                 | Joseba Llorente     | Villarreal          | 15     |
| 12.                 | 3 igrača            | 3 igrača            | 13     |
| 15.                 | 3 igrača            | 3 igrača            | 12     |
| 18.                 | 4 igrača            | 4 igrača            | 11     |
| 22.                 | 3 igrača            | 3 igrača            | 10     |
| 25.                 | 5 igrača            | 5 igrača            | 9      |
| 30.                 | 9 igrača            | 9 igrača            | 8      |
| 39.                 | 8 igrača            | 8 igrača            | 7      |
| 47.                 | 11 igrača           | 11 igrača           | 6      |
| 58.                 | 23 igrača           | 23 igrača           | 5      |
| 81.                 | 17 igrača           | 17 igrača           | 4      |
| 98.                 | 29 igrača           | 29 igrača           | 3      |
| 127.                | 42 igrača           | 42 igrača           | 2      |
| 169.                | 96 igrača           | 96 igrača           | 1      |
| Autogolovi          | Autogolovi          | Autogolovi          | 22     |
| Ukupno golova       | Ukupno golova       | Ukupno golova       | 1101   |
| Ukupno utakmica     | Ukupno utakmica     | Ukupno utakmica     | 380    |
| Prosjek po utakmici | Prosjek po utakmici | Prosjek po utakmici | 2.91   |

## Zamora trofej
| Vratar           | Golova | Susreta | Prosjek | Momčad           |
| ---------------- | ------ | ------- | ------- | ---------------- |
| Víctor Valdés    | 31     | 35      | 0.89    | Barcelona        |
| Andrés Palop     | 35     | 35      | 1       | Sevilla          |
| Daniel Aranzubía | 45     | 37      | 1.22    | Deportivo        |
| Toño Martínez    | 41     | 33      | 1.24    | Racing Santander |
| Carlos Kameni    | 47     | 37      | 1.27    | Espanyol         |
| Iker Casillas    | 52     | 38      | 1.37    | Real Madrid      |
| Diego López      | 54     | 38      | 1.42    | Villarreal       |
| Asier Riesgo     | 57     | 38      | 1.5     | Recreativo       |
| Leo Franco       | 48     | 32      | 1.5     | Atlético Madrid  |
| Gorka Iraizoz    | 60     | 36      | 1.67    | Athletic Bilbao  |

## Momčadi autonomnih zajednica
|            | Autonomna zajednica | Broj momčadi           | Momčadi                                                |
| ---------- | ------------------- | ---------------------- | ------------------------------------------------------ |
| 1          | Andaluzija          | 5                      | Almería, Betis, Málaga, Recreativo de Huelva i Sevilla |
| 2          | Madrid              | 3                      | Atlético Madrid, Getafe CF i Real Madrid               |
| 3          | Katalonija          | 2                      | FC Barcelona i RCD Espanyol                            |
| 3          | Valencia            | 2                      | Valencia CF i Villarreal CF                            |
| 3          | Kastilja i León     | 2                      | Valladolid i CD Numancia                               |
| 6          |                     |                        |                                                        |
| Asturija   | 1                   | Sporting de Gijón      |                                                        |
| Baleari    | 1                   | RCD Mallorca           |                                                        |
| Baskija    | 1                   | Athletic Bilbao        |                                                        |
| Kantabrija | 1                   | Racing de Santander    |                                                        |
| Galicija   | 1                   | Deportivo de La Coruña |                                                        |
| Navarra    | 1                   | Osasuna                |                                                        |